# The Love Movement
The Love Movement är hiphopgruppen A Tribe Called Quests femte studioalbum som släpptes 29 september 1998 av Jive Records.

## Låtlista
1. "Start It Up" — 3:18
2. "Find a Way" — 3:23
3. "Da Booty" — 3:20
4. "Steppin' It Up" (med Busta Rhymes & Redman) — 3:21
5. "Like It Like That" — 2:46
6. "Common Ground (Get It Goin' On)" — 2:49
7. "4 Moms" (med Spanky) — 1:49
8. "His Name Is Mutty Ranks" — 1:56
9. "Give me" (med Noreaga) — 3:52
10. "Pad & Pen" (med D-Life) — 3:23
11. "Busta's Lament" — 2:38
12. "Hot 4 U" — 3:15
13. "Against the World" — 3:58
14. "The Love" — 4:02
15. "Rock Rock Y'all" (med Punchline, Jane Doe, Wordsworth & Mos Def) — 4:17